# Barnaby Jones
Barnaby Jones  (1973-1980) fue una serie televisiva de detectives, protagonizada por Buddy Ebsen.
La serie fue una producción de Quinn Martin y se emitió por la cadena CBS desde el 28 de enero de 1973 hasta el 3 de abril de 1980.
El personaje de Barnaby Jones fue introducido en el episodio "Requiem for a Son" en 1973, con la estrella especial invitada William Conrad como Frank Cannon. El episodio de dos partes "The Deadly Conspiracy" (1975) se inició en Cannon y concluyó en Barnaby Jones.

## Argumento
Tras años de trabajar como detective privado, Barnaby Jones (Buddy Ebsen) decidió retirarse y dejó el negocio a su hijo Hal. Cuando Hal fue asesinado mientras trabajaba en un caso, Barnaby salió de su retiro para encontrar al asesino. Él y su nuera Betty Jones (Lee Meriwether) unieron sus fuerzas para resolver el caso, y después decidieron que trabajaron tan bien juntos que  siguieron manteniendo abierta la agencia de detectives. Jones fue un inusual investigador privado, en contra de los estereotipos de detectives duros.
En 1976, el personaje de JR, fue interpretado por el joven actor Mark Shera. JR era el hijo  del primo de Barnaby. Había venido a tratar de resolver el asesinato de su padre, pero se mantuvo en torno a Barnaby y Betty, al mismo tiempo que estudiaba Derecho.
El show fue cancelado en 1980 debido a los bajos índices de audiencia entre los espectadores jóvenes (gran parte de los fanes de la serie consistió en personas de la tercera edad).
Hasta la cancelación de la serie Cannon, los personajes de ambas series iban y venían entre los dos programas.

## Enlaces
- Apertura
- Episodio "DEATH ON DEPOSIT"

- www.imdb.com

- Datos: Q808420